# Gaston Ruter
Gaston Ruter (Paris 5e, 2 novembre 1898 - Savigny-sur-Orge, 2 novembre 1979) est un entomologiste français, spécialisé dans les coléoptères Cetoniidae.

## Biographie
Une nécrologie a été publiée par Paulian & Decarpentries. 
Entomologiste amateur, il s'est toujours intéressé à la faune de France dont il a une collection importante, surtout dans les microcoléoptères dont il prépare avec précision des minuscules genitalia.
Il étudie tout d'abord les Curculionides du genre Bagous. Puis, avec l'aide de Bourgoin, ses recherches sont axées sur l'étude des cétoines exotiques.
Sa collection se trouve au Muséum national d'histoire naturelle de Paris.

## Travaux
La liste de ses travaux a été établie par Menier
Il manque à cette énumération un travail paru en 1971.
En fait il publie relativement peu par rapport à l'ensemble de ses découvertes. Nombre de taxa sont restés in litteris. Ses notes sont toujours très détaillées, accompagnées de nombreuses figures et de références.
Il est élu président de la Société entomologique de France en 1956.

## Taxa
Une liste, non exhaustive, cite 74 des taxa qu'il a décrits.

## Noms de genre et d'espèces dédiés
48 taxa lui ont été dédiés :
- Acalles ruteri Roudier, 1954
- Agrilus ruteri Descarpentries & Villiers, 1963
- Alleucosma ruteri Antoine, 1989
- Amaurina ruteri Antoine, 2000
- Ancyrophorus ruteri Jarrige 1949
- Aphelorhina neumanni ruteri Allard, 1986
- Arachnodes ruteri Lebis, 1953
- Astenus ruteri Lecoq, 1996
- Athous ruteri Chassain, 1985
- Bothrorrhina ruteri Lisle, 1953
- Calais ruteri Girard 1968
- Clinteria ducalis ruteri Paulian 1960
- Coelocorynus ruteri Antoine, 2003
- Coelorrhina ruteri De Lisle, 1953
- Coenochilus ruteri Schein, 1954
- Colpodes ruteri Morvan, 1972
- Cyprolais ruteri Lisle, 1953
- Dinosius ruteri Ferragu 1986
- Entomoderus ruteri Roudier, 1954
- Euselates rufipes ruteri Miksic, 1971
- Goliathus ruteri Endrodi, 1960
- Haematonotus ruteri Basilewsky, 1956
- Heteroderes ruteri Chassain, 1978
- Hoplopyga ruteri Antoine 2008
- Ischiopsopha ruteri Allard, 1995
- Laparocerus ruteri Roudier, 1957
- Leucocelis ruteri Antoine, 2000
- Mausoleopsis amabilis ruteri Antoine, 1989
- Mycterophallus ruteri Alexis & Delpont, 2000
- Ochthephilus ruteri Jarrige, 1949
- Oedichirus ruteri Lecoq, 1986
- Pachnoda aemula ruteri Villiers, 1950
- Peritelus ruteri Péricart, 1963
- Plaesiorrhina ruteri Lisle, 1953
- Porphyronota ruteri Gomes Alves, 1973
- Proictes ruteri Ferragu 1978
- Protaetia ruteri Paulian, 1959
- Pseudalleucosma ruteri Antoine, 1998
- Pseudomeira ruteri Roudier, 1954
- Rhinocoeta ruteri Basilewsky, 1956
- Ruteria Jarrige, 1957
- Scheinia ruteri Krikken, 1977
- Stenotarsia ruteri Paulian, 1991
- Stephanorrhina neumanni ruteri Allard, 1986
- Tafaia ruteri Arnaud, 1982
- Tephraea ruteri Basilewsky 1956
- Trechus grenieri ruteri Colas & A. Gaudin, 1935
- Urodon rufipes ruteri Hoffmann, 1950
- Xestagonum ruteri  Morvan, 1972